# Cymidae
Cymidae Baerensprung, 1860, è una famiglia di insetti Pentatomomorfi dell'ordine Rhynchota Heteroptera, superfamiglia Lygaeoidea, comprendente 54 specie.

## Descrizione
Questi insetti hanno un corpo di piccole dimensioni, ovoidale-oblungo, con tegumento punteggiato. Il capo è provvisto di ocelli ed ha antenne e rostro di 4 segmenti. Le emielitre hanno la membrana percorsa 2 nervature longitudinali, connesse da una nervatura trasversale. L'addome porta gli stigmi tutti in posizione dorsale.

## Biologia e diffusione
Questa famiglia è rappresentata da specie fondamentalmente polifaghe ma associate per lo più a piante delle famiglie Cyperaceae, Juncaceae e Gramineae. Sono insetti fugaci, nascosti spesso fra i semi delle piante ospiti.
La famiglia ha una larga distribuzione, con la minore diffusione nella Regione neotropicale.

## Sistematica
Complessivamente i Cymidae sono rappresentati da 54 specie, ripartite fra 9 generi. Sistematicamente si suddivide in due sottofamiglie:
- Cyminae. Comprende 40 specie ripartite fra 4 generi, prevalentemente diffuse nel Nordamerica, in Europa e nell'Africa.
- Ontiscinae. Comprende 14 specie ripartite fra 5 generi, prevalentemente diffuse nell'Oceania.

La posizione sistematica del gruppo è controversa: oltre all'inquadramento sistematico adottato in questa sede, è ampiamente diffusa anche la vecchia tassonomia che contempla l'inserimento del gruppo al rango di sottofamiglia (Cyminae) dei Lygaeidae.